# 1707
1707 је била проста година.

## Догађаји

### Март
- 24. март — Потписани су Закони о унији из 1707. којим су краљевства Енглеска и Шкотска уједињени у Велику Британију.

### Мај
- 1. мај — Ступили на снагу Закони о Унији којом су се краљевине Шкотска и Енглеска ујединиле у Велику Британију.

## Рођења

### Јануар
- 20. јануар — Фридрих Лудвиг фон Хановер, принц од Велса († 1751)

### Април
- 12. април — Хенри Филдинг, енглески књижевник
- 15. април — Леонард Ојлер, швајцарски математичар и физичар († 1783)

### Мај
- 23. мај — Карл фон Лине, шведски ботаничар и лекар. († 1778)